# أندريه واورزيك
أندريه واورزيك (بالبولندية: Andrzej Wawrzyk) مواليد 26 سبتمبر 1987 في كراكوف، هو ملاكم محترف بولندي يصنف ضمن فئة الوزن الثقيل بدأ مسيرته الاحترافية سنة 2006 حيث انتصر في نزاله الأول.

## المسيرة الاحترافية
من نزالاته:
- انتصر على داني ويليامز بالضربة الفنية القاضية (2014).
- خسر أمام ألكسندر بوفيتكين بالضربة الفنية القاضية (2013).
- انتصر على روبرت هوكينز (2013).
- انتصر على دينيس باختوف (2012).

## إحصائيات
خاض خلال مسيرته 38 نزالا، فاز في 34 ولم يتعادل وخسر في 4. فاز بالضربة القاضية في 20 نزالا.

## روابط خارجية
- أندريه واورزيك على موقع بوكس ريك (الإنجليزية) (registration required)